# (46722) Ireneadler
(46722) Ireneadler es un asteroide perteneciente al cinturón de asteroides, región del sistema solar que se encuentra entre las órbitas de Marte y Júpiter.
Fue descubierto el 2 de septiembre de 1997 por Petr Pravec y Lenka Šarounová desde el observatorio de Ondřejov.

## Designación y nombre
Designado provisionalmente como 1997 RA1 fue nombrado por Irene Adler,  la heroína de la historia de Sherlock Holmes, Escándalo en Bohemia . Burló al gran detective, quien posteriormente la llamó "La" mujer y mantuvo una foto de ella sobre su chimenea. Su gran intelecto y encanto la convirtieron en la única mujer que cautivó a Holmes.

## Características orbitales
Ireneadler está situado a una distancia media del Sol de 3,063 ua, pudiendo alejarse hasta 3,154 ua y acercarse hasta 2,971 ua. Su excentricidad es 0,030 y la inclinación orbital 8,833 grados. Emplea 1957,59 días en completar una órbita alrededor del Sol.

## Características físicas
La magnitud absoluta de Ireneadler es 13,97. Tiene 5,889 km de diámetro y su albedo se estima en 0,185.